# Петрок ап Клемен
Петрок Тріснутий Спис (корн. Petroc Baladrddellt, також відомий як Pedrog або Pedrogl Paladrddellt, 600—658) — король Думнонії (633—658).

## Біографія
Петрок був сином короля Думнонії Клемена ап Бледрика. У 633 році його батько пішов разом з союзниками звільняти Гвінедд. Там відбулася битва, в якій король Клемен загинув. Король Петрок, можливо, мав двох синів, Кулміна (Culmin або Cwlfyn) і Прогмаеля (Progmael або Brochwel).
У «Тріадах острова Британія» Петрок включений в число трьох найбільш справедливих лицарів острова.
У 658 році Петрок здійснив похід в Уессекс, коли там правив Кенвал. Його метою було повернення східних земель. Однак в битві при Пенселвуді (Пеонні), він і його союзник, король Гластенінга, були розбиті. Петрок загинув у цій битві. Новим королем Думнонії став син Петрока Кулмін.